# David Hare
Pour les articles homonymes, voir Hare et David Hare (homonymie).
Sir David Hare est un réalisateur, scénariste, producteur de télévision et metteur en scène britannique, né le 5 juin 1947 à St Leonards-on-Sea dans le comté de Sussex de l'Est en Angleterre (Royaume-Uni).

## Filmographie

### Dramaturge
- Slag (1970)
- The Great Exhibition (1972)
- Brassneck (1973) (avec Howard Brenton)
- Knuckle (1974)
- Fanshen (1975)
- Teeth 'n' Smiles (1975)
- Plenty (1978)
- A Map of the World (1982)
- Pravda (1985) (avec Howard Brenton)
- The Bay at Nice, and Wrecked Eggs (1986)
- The Secret Rapture (1988)
- Racing Demon (1990)
- Murmuring Judges (1991)
- The Absence of War (1993)
- Skylight (1995)
- Amy's View (1997)
- The Blue Room (1998) (d'après Arthur Schnitzler)
- The Judas Kiss (1998)
- Via Dolorosa (1998)
- My Zinc Bed (2000)
- The Breath of Life (2002)
- The Permanent Way (2004)
- Stuff Happens (2004)
- The Vertical Hour  (2006)
- Gethsemane (2008)

### Scénariste
- Licking Hitler (1978)
- Dreams of Leaving (1980)
- Plenty (1985) - d'après sa pièce
- Strapless (1989)
- The Hours (2002) - d'après le roman de Michael Cunningham
- The Corrections (2007) - d'après le roman de Jonathan Franzen
- My Zinc Bed (2008) - d'après sa pièce
- Murder in Samarkand (2008) - d'après les mémoires de Craig Murray, ambassadeur britannique d'Ouzbékistan
- The Reader (2008) - d'après le roman de Bernhard Schlink
- Turks & Caicos (2014) (TV)
- Le Procès du siècle (2016) - adapté de l'ouvrage History on Trial: My Day in Court with a Holocaust Denier écrit par Deborah Lipstadt
- Le Mur (2017) - documentaire d’animation[1]
- 2018 : Le Saut vers la liberté (The White Crow) de Ralph Fiennes

### Réalisateur
- Licking Hitler pour BBC 1 "Play for Today" (1978) (téléfilm)
- Dreams of Leaving pour BBC 1 "Play for Today"  (1980) (téléfilm)
- Wetherby (1985)
- Paris by Night (1988)
- Strapless (1989)
- Paris, May 1919  (1993) (téléfilm)
- The Designated Mourner, écrit par Wallace Shawn (1989)
- Heading Home (1991) (téléfilm)
- The Year of Magical Thinking (2007) (Broadway pièce de Joan Didion avec Vanessa Redgrave)
- Page Eight (2011) (TV)
- Turks & Caicos (2014) (TV)

### Producteur
- The Designated Mourner

## Récompenses
- Le BAFTA Award (British Academy of Film and Television) de la meilleure pièce pour Licking Hitler en 1979
- Le New York Drama Critics' Circle Award de la meilleure pièce étrangère pour Plenty  en 1983
- L'Evening Standard Award de la meilleure pièce pour Pravda en 1985
- L'Ours d'or du Festival du film de Berlin pour Wetherby en 1985
- Le Laurence Olivier Award pour la meilleure pièce pour Racing Demon en 1990
- Le London Theatre Critics’ Award pour la meilleure pièce pour Racing Demon en 1990